# Better Place
„Better Place” – singel amerykańskiej piosenkarki Rachel Platten z jej trzeciego albumu studyjnego Wildfire (2016). Początkowo utwór został wydany 18 grudnia 2015 roku jako singel promocyjny, jednak 4 kwietnia 2016 roku, Platten zdecydowała się wydać go jako trzeci i ostatni singel promujący wspomniany album.

## Informacje o utworze i promocja
Utwór „Better Place” został udostępniony 18 grudnia 2015 roku w formacie digital download. Oficjalnie, jako trzeci singel z albumu Wildfire został wydany 4 kwietnia 2016 roku. Platten zaśpiewała utwór 1 lipca 2016 roku podczas koncertu programu telewizyjnego Today. Zaprezentowała także dwa wcześniejsze single „Fight Song” oraz „Stand by You”. Piosenkarka śpiewała także utwór podczas trasy koncertowej Wildfire Tour.
Piosenkarka wyznała, że utwór powstał w Los Angeles, gdzie wówczas mieszkała. „Piosenka jest o optymizmie i nadziei na to, że wszystko znowu może być w porządku, a życie wcale nie musi sprawiać tyle bólu” - tłumaczyła Platten. Inspiracją dla powstania utworu „Better Place” była relacja pomiędzy siostrą piosenkarki, a jej chłopakiem, którzy w maju 2016 roku wzięli ślub. Platten zagrała ten utwór na ich ślubie.

## Teledysk
Oficjalny teledysk do utworu został wydany 9 maja 2016 roku. Klip został wyreżyserowany przez Matthew Stawskiego. Na potrzeby nakręcenia teledysku Platten przeprowadziła eksperyment społeczny z udziałem swoich fanów, do którego zaprosiła pary będące w związku i członków rodziny oraz poprosiła ich, aby usiedli naprzeciwko siebie i wysłuchali jej piosenki. Klip przedstawia ich reakcje.

## Pozycje na listach
| Notowanie (2016)                   | Najwyższa pozycja |
| ---------------------------------- | ----------------- |
| USA (Billboard Adult Contemporary) | 21                |